# Hubert du Plessis
Hubert du Plessis (født 7. juni 1922 i Malmesbury – død 12. marts 2011 i Stellenbosch Sydafrika) var en sydafrikansk komponist og pianist. 
Plessis hører sammen med Arnold van Wyk og Stefans Grové til en af Sydafrikas vigtige komponister i det 20. århundrede. Han studerede på Konservatoriet i Stellenbosch (1940-1943), og senere på Royal Academy of Music i London(1951-1954).
Plessis har skrevet en symfoni, orkesterværker, kammermusik, børnemusik, kormusik, sange og strygerkvartetter.

## Udvalgte værker
- Symfoni (1953-1954) - for orkester
- Sydafrikas stemme til SABC (1960) - for orkester
- Musik til tre malerier af Henri Rousseau (1962) - for orkester
- Variationer af en folkevise (1967-1968) - for harpe